# Arayik Mirzoyan
Arayik Mirzoyan –en armenio, Արայիկ Միրզոյան– (29 de julio de 1987) es un deportista armenio que compitió en halterofilia. Ganó una medalla de plata en el Campeonato Europeo de Halterofilia de 2011, en la categoría de 77 kg.

## Palmarés internacional
| Campeonato Europeo | Campeonato Europeo | Campeonato Europeo | Campeonato Europeo |
| Año                | Lugar              | Medalla            | Categoría          |
| ------------------ | ------------------ | ------------------ | ------------------ |
| 2011               | Kazán (Rusia)      | Medalla de plata   | 77 kg              |